# Intresseklubben
För det ironiska uttrycket, se Intresseklubben antecknar.
Intresseklubben var den svenska versionen av det brittiska TV-underhållningsprogrammet QI. Det första avsnittet sändes 8 september 2012 i SVT1. Programledare var Johan Wester och i varje program tävlade fyra kända svenska personer, i regel komiker. Anders Jansson medverkade i så gott som samtliga avsnitt. I augusti 2013 spelades den andra säsongen (säsong B) och sändes under hösten samma år. Fjärde och sista säsongen (säsong D) sändes hösten 2015.

## Avsnitt

### Säsong A
Precis som i föregångaren QI börjar första säsongens ämnen på bokstaven A. Åtta avsnitt visades på SVT1, därefter släpptes ytterligare två avsnitt på SVT Play.
| Avsnitt | Tema          | Gäster                                           | Vinnare            | Första sändningsdatum |
| ------- | ------------- | ------------------------------------------------ | ------------------ | --------------------- |
| 1       | Arvsynd       | Johan Glans K.G. Hammar Babben Larsson           | K.G. Hammar        | 8 september 2012      |
| 2       | Abnormt       | Johan Glans Babben Larsson Tina Thörner          | Babben Larsson     | 15 september 2012     |
| 3       | Astralt       | Peter Apelgren Christer Fuglesang Babben Larsson | Babben Larsson     | 22 september 2012     |
| 4       | Animalia      | Johan Glans Annika Lantz Göran Rosenberg         | Johan Glans        | 29 september 2012     |
| 5       | Alarmerande   | Petra Mede Babben Larsson K.G. Hammar            | K.G. Hammar        | 6 oktober 2012        |
| 6       | A-Kontinenter | Babben Larsson Måns Nilsson Christer Fuglesang   | Christer Fuglesang | 13 oktober 2012       |
| 7       | A-laget       | Babben Larsson Annika Lantz Per Naroskin         | Anders Jansson     | 20 oktober 2012       |
| 8       | Anstötande    | Henrik Dorsin Annika Lantz Ann Heberlein         | Ann Heberlein      | 27 oktober 2012       |
| 9       | Atletiskt     | Victoria Dyring Babben Larsson Tina Thörner      | Victoria Dyring    | 27 oktober 2012       |
| 10      | Ansträngande  | Johan Glans Göran Rosenberg Annika Lantz         | Johan Glans        | 27 oktober 2012       |

### Säsong B
Säsong B spelades in i augusti 2013 och sändes under hösten samma år. Under mellandagarna sändes två bonusavsnitt.
| Avsnitt | Tema             | Gäster                                                    | Vinnare            | Första sändningsdatum |
| ------- | ---------------- | --------------------------------------------------------- | ------------------ | --------------------- |
| 1       | Blötdjur         | Johan Glans Ann Heberlein Annika Lantz                    | Johan Glans        | 7 september 2013      |
| 2       | Blommor och bin  | Jesper Rönndahl Kattis Ahlström Annika Lantz              | Jesper Rönndahl    | 14 september 2013     |
| 3       | Bostad           | Babben Larsson Maria Wetterstrand Kristoffer Svensson     | Maria Wetterstrand | 21 september 2013     |
| 4       | Bombastiskt      | Annika Lantz Göran Everdahl Susanna Dzamic                | Annika Lantz       | 28 september 2013     |
| 5       | Bedrägligt       | Karin Adelsköld Babben Larsson Gudrun Schyman             | Babben Larsson     | 5 oktober 2013        |
| 6       | Blandat          | Alexandra Pascalidou Babben Larsson Kristoffer Appelquist | Babben Larsson     | 12 oktober 2013       |
| 7       | Baktanke         | Babben Larsson Martin Ingvar Pia Johansson                | Anders Jansson     | 29 december 2013      |
| 8       | Bot och bättring | Johan Glans Annika Lantz Ann Heberlein                    | Ann Heberlein      | 5 januari 2014        |

### Säsong C
Säsong C spelades in i juni och september 2014 för sändning hösten samma år. Bland de gäster som bokades hade Anders Jansson, Babben Larsson, Annika Lantz, Jesper Rönndahl och Kattis Ahlström varit med i tidigare säsonger, men övriga planerade medverkande var nya för programmet. Bland nya medverkande denna säsong fanns Kodjo Akolor, Josefin Johansson, David Batra, Marika Carlsson, Stefan Holm, Helena von Zweigbergk, Anders Johansson, Hans Rosenfeldt och Annika Andersson.
| Avsnitt | Tema         | Gäster                                                                   | Vinnare                  | Första sändningsdatum |
| ------- | ------------ | ------------------------------------------------------------------------ | ------------------------ | --------------------- |
| 1       | Celebriteter | Babben Larsson Annika Lantz David Batra                                  | Annika Lantz             | 1 november 2014       |
| 2       | Celibat      | Jesper Rönndahl Emma Knyckare Ann Heberlein                              | Jesper Rönndahl          | 8 november 2014       |
| 3       | Chock        | Babben Larsson Kodjo Akolor Josefin Johansson                            | Kodjo Akolor             | 15 november 2014      |
| 4       | Camping      | Annika Andersson Hans Rosenfeldt Claudia Galli Concha                    | Hans Rosenfeldt          | 22 november 2014      |
| 5       | Charkuteri   | Marika Carlsson Annika Lantz Babben Larsson                              | Anders Jansson           | 29 november 2014      |
| 6       | Civilisation | Babben Larsson Stefan Holm Annika Lantz                                  | Babben Larsson           | 6 december 2014       |
| 7       | Celler       | Kattis Ahlström Anders "Ankan" Johansson Marika Carlsson Hans Rosenfeldt | Anders "Ankan" Johansson | 13 december 2014      |
| 8       | Celebrera    | Josefin Johansson Jesper Rönndahl Helena von Zweigbergk                  | Jesper Rönndahl          | 20 december 2014      |

1. ↑  Hans Rosenfeldt var vikarie för Anders Jansson.

### Säsong D
Säsong D spelades in under maj och juni 2015 på Scandic Star Hotel i Lund för sändning hösten samma år. Som föregående år var Johan Wester programledare och Anders Jansson ständig bisittare.
| Avsnitt | Tema           | Gäster                                                    | Vinnare         | Första sändningsdatum |
| ------- | -------------- | --------------------------------------------------------- | --------------- | --------------------- |
| 1       | Dieter         | William Spetz Pernilla Månsson Colt Babben Larsson        | William Spetz   | 22 augusti 2015       |
| 2       | Doft           | Josefin Johansson Alexandra Pascalidou Hans Rosenfeldt    | Hans Rosenfeldt | 29 augusti 2015       |
| 3       | Danmark        | Johan Glans Nisti Stêrk Babben Larsson                    | Nisti Stêrk     | 5 september 2015      |
| 4       | Dålig stämning | Jesper Rönndahl Karin Adelsköld Anna Charlotta Gunnarsson | Jesper Rönndahl | 12 september 2015     |
| 5       | Döden          | Anders Johansson Lina Thomsgård Josefin Johansson         | Lina Thomsgård  | 19 september 2015     |
| 6       | Dumheter       | Jesper Rönndahl Marika Carlsson Karin Gyllenklev          | Anders Jansson  | 26 september 2015     |
| 7       | Dating         | Clara Henry Stefan Holm Babben Larsson                    | Clara Henry     | 3 oktober 2015        |
| 8       | Dramatik       | Babben Larsson Barbro Fällman Johan Glans                 | Johan Glans     | 10 oktober 2015       |